# MonoDevelop
MonoDevelop — свободная среда разработки, предназначенная для создания приложений C#, Visual Basic .NET, Vala, F#. Также планируется поддержка Oxygene со стороны Embarcadero Technologies.
Изначально это был порт SharpDevelop на Mono/GTK+, но с того времени проект далеко ушёл от своего начального состояния.
MonoDevelop является частью проекта Mono. Встроен в дистрибутив Unity3D как средство написания скриптов. С версии Unity 2018.1  перестал поддерживаться. Однако, при желании его можно использовать, но за корректность работы ответственности никто не несёт.

## Возможности
- Подсветка синтаксиса
- Сворачивание кода
- Автодополнение кода
- Браузер классов
- Поддержка плагинов
- Встроенный отладчик
- Визуальный конструктор форм (GTK#)
- Модульное тестирование

## Поддерживаемые языки программирования
- C#
- F#
- Visual Basic.Net
- Vala